# Wiener akademische Burschenschaft Olympia
Die Wiener akademische Burschenschaft Olympia (amtlicher Name gemäß Vereinsregister: Akademische Burschenschaft Olympia) ist eine farbentragende und pflichtschlagende Studentenverbindung in Wien. Die Burschenschaft ist Mitglied in der Deutschen Burschenschaft (DB) und in der Burschenschaftlichen Gemeinschaft (BG). Ihre Mitglieder werden Olympen genannt.
Laut dem Dokumentationsarchiv des österreichischen Widerstandes ist die Olympia „mit dem organisierten Neonazismus“ verbunden. Sie ist rechtsextrem.

## Geschichte

### Gründungszeit
Die Wiener akademische Burschenschaft Olympia wurde am 10. November 1859 unter Eindruck eines zwei Tage zuvor stattgefundenen Schiller-Fackelzuges von 24 Studenten beider Wiener Hochschulen gegründet und nannte sich ab dem 27. Jänner 1860 intern Burschenschaft Olympia. Am 20. Mai 1862 erklärte sich Olympia offiziell zur Burschenschaft, was am 6. Mai 1868 von den Behörden anerkannt wurde. Es wurden zunächst die Farben Violett-Weiß-Rot aufgenommen und eine violette Mütze getragen, später wurden die Farben in Schwarz-Rot-Gold geändert. Ein großer Teil der Mitglieder war Anhänger des konservativen Prinzips, welches am 19. Oktober 1872 zum Bundesprinzip erhoben wurde. Im November 1872 wurde die erste Schläger-Mensur gefochten. In der burschenschaftlichen Arbeit wurden Verbindungen zu den Burschenschaften des Deutschen Reichs gesucht, jedoch wurden aufgrund ihres Prinzips der Unabhängigkeit keine Kartelle eingegangen. Ab 1862 beteiligte sich die Olympia an allen Zusammenschlüssen österreichischer Burschenschaften, unter anderem auch am Linzer Deputierten-Convent vom 5. Mai 1889.
Die Olympia galt als „judenrein“ sowie streng deutschnational.

### Die Zeit des Ersten Weltkrieges und Zwischenkriegszeit
Am Ersten Weltkrieg nahmen 85 Olympen teil, von denen 9 fielen. 1919 trat sie zusammen mit den übrigen Burschenschaften der Burschenschaft der Ostmark in die Deutsche Burschenschaft ein. Im Wintersemester hatte sie 118 Alte Herren, 40 Aktive und Inaktive. Nach der Auflösung der Korporationen im Zuge des Anschlusses Österreich und ihrer Eingliederung in den NSDStB konstituierte sich die Olympia ab 1938 als Kameradschaft Johann Gottlieb Fichte.

### Die Zeit des Zweiten Weltkrieges und Nachkriegszeit
Nach dem Zweiten Weltkrieg wurde die Olympia als Burschenschaft Anfang der 1950er Jahre wiedergegründet, mit Unterstützung und Übernahme der Mitglieder einer 1941 gegründeten Burschenschaft Libertas, die sich in der Nachkriegszeit Akademische Tafelrunde Laetitia nannte.

#### Akademische Tafelrunde Laetitia
Zwölf ausgetretene Gymnasiasten der Katholischen Deutschen Mittelschülerverbindung Arminia Klosterneuburg (gegr. 1919) hatten am 8. April 1936 eine pennale Burschenschaft Trimalchonia mit den Farben Schwarz-Gold-Rot und dem Wahlspruch Nec aspera terrent! gegründet. Nachdem die Mitglieder 1937 die Matura abgelegt hatten, hielten sie auch weiterhin engen Zusammenhalt. Im Herbst 1941 wurde beschlossen, dem Bund Hochschulcharakter zu geben und der Name Akademische Burschenschaft Libertas Wien angenommen, wobei Name und Wahlspruch von der Trimalchonia übernommen wurden. Als einige Aktiven im WS 1943/44 bei der Prager Studentenkompanie Wehrdienst leisteten wurde auch dort eine Zweigstelle der Libertas aufgemacht, die auch einige Füchse aufnahm. Nach dem Krieg wurde der Bund, der sich einer guten Entwicklung erfreute, auf feste Grundlagen gestellt und in Akademische Tafelrunde Laetitia umbenannt, da der Name Libertas einzig der wiedererstandenen Wiener akademischen Burschenschaft Libertas (gegr. 1859) zustand.

#### Wiener akademische Burschenschaft Olympia
Am 18. November 1950 verschmolz Laetitia mit dem Altherrenverein der Olympia zur Akademischen Verbindung Olympia-Laetitia, wobei Farben, Zirkel und Satzungen der Laetitia beibehalten wurden. Am 16. Mai 1952 einigte man sich, für den Bund die Bezeichnung Akademischer Bund Olympia und die alten Farben der Olympia wiederanzunehmen.
Am 29. Mai 1952 war Olympia an der Gründung des Allgemeinen Deputierten-Convents in Österreich (ADCÖ) beteiligt. Ebenso war sie Gründungsmitglied der Burschenschaftlichen Gemeinschaft, die heute von ihren Kritikern als weit rechts stehend angesehen wird.
1961 wurde die Burschenschaft behördlich aufgelöst, weil mehrere Olympen, darunter NDP-Gründer Norbert Burger, in Bombenanschläge in Südtirol verwickelt waren und die Olympia in diesem Zusammenhang ihren satzungsmäßigen Wirkungskreis überschritten hatte, indem sie ihre Mitglieder zu einer Spende für einen in Italien verhafteten Olympen verpflichtete. Nachdem die Mitglieder der Olympia in der Zeit nach der Auflösung ihre Tätigkeit in der Wiener akademischen Burschenschaft Vandalia fortgesetzt hatten, konstituierte sich die Olympia 1973 neu, und die meisten Mitglieder der Vandalia traten der neuen Wiener akademischen Burschenschaft Olympia bei. 1983 trat Olympia aus der Deutschen Burschenschaft in Österreich aus. Sie verblieb nur noch in der Deutschen Burschenschaft, in der sie 1971 über Vandalia eingetreten war.
Als die Olympia am 5. Jänner 1996 erneut den Vorsitz des Dachverbandes Deutsche Burschenschaft übernahm, traten einige Verbindungen aus diesem aus. (Siehe auch: Neue Deutsche Burschenschaft) Als Grund für diesen Schritt wurde unter anderem angegeben, dass die Olympia gefordert habe, „Österreich und Teile Polens in die Wiedervereinigung Deutschlands miteinzubeziehen“.
Sich selbst beschrieben die Olympen in einem Flugblatt in den 1990ern so:
„Wir sind normal geblieben unterm Schutt der Zeit, an uns sind Umerziehung, Trauerarbeit und Betroffenheit, doch auch Konsum, soziale Dünkel und Moderne fast völlig spurlos vorbeigezogen.“
Weiter hieß es dort:
„Bist du häßlich, fett, krank oder fremd im Lande, bist Du von Sorgenfalten, Weltschmerz oder linksliberaler Gesinnung gepeinigt, trägst Du alternative oder Schicky-Kleidung oder gar ein Flinserl im Ohr, studierst du Psychologie, Politologie oder Theologie oder gar nicht, hast du den Wehrdienst verweigert oder eine Freundin mit, die weder schön noch still ist, kurz: bist Du auf irgendeine Weise abnormal oder unfröhlich, dann bleib lieber zu Hause.“

### Seit 2000
2008 nominierte die FPÖ Martin Graf als dritten Nationalratspräsidenten. Er wurde wegen seiner Mitgliedschaft in der Olympia kritisiert, aber dennoch mit 109 von 156 gültigen Stimmen gewählt; auf den grünen Gegenkandidaten Alexander Van der Bellen entfielen 27 Stimmen. Auf das oben zitierte Flugblatt angesprochen meinte Graf, es habe sich bei diesem Flugblatt um einen Scherz gehandelt.

## Korporationshaus
Im Frühjahr 1927 bezog die Olympia ihr eigenes Verbindungshaus. Die Olympia kaufte 1976 das Haus der vertagten Wiener Burschenschaft Alemannia. Heutzutage hat sie ihren Sitz im 6. Wiener Gemeindebezirk Mariahilf.

## Auswärtige Verhältnisse
Seit 1896 besteht ein Verkehrsverhältnis mit der Leobener akademischen Burschenschaft Leder. Es bestehen Freundschaftsverhältnisse mit den Burschenschaften Germania Hamburg, Arminia Graz und Aldania Wien.
In den Geschäftsjahren 1953/54, 1961/62, 1970/71, 1979/80 1991/92 war sie Vorsitzende des Wiener Korporationsrings (WKR). In den Geschäftsjahren 1969/70 und 1980/81 war sie Vorsitzende der Deutschen Burschenschaft in Österreich. In den Geschäftsjahren 1989/90 und 1996/97 war Olympia Vorsitzende der Deutschen Burschenschaft. In den Geschäftsjahren 1971/72, 1982/83, 1985/86, 1986/87 und 2009/10 hatte die Olympia den Vorsitz innerhalb der Burschenschaftlichen Gemeinschaft, einem deutschnational orientierten Zusammenschluss deutscher und österreichischer Burschenschaften, inne.

## Kontroversen
Das Dokumentationsarchiv des österreichischen Widerstandes (DÖW), der Sozialwissenschaftler Dietrich Heither und die Mehrzahl der deutschen und österreichischen Medien stufen die Burschenschaft als rechtsextreme bzw. sehr weit rechtsstehende Organisation ein. Der FPÖ-Politiker Martin Graf kritisierte die Einschätzung des DÖW und erwiderte, das DÖW würde „jede Position, die nicht links angesiedelt ist“, bereits als rechtsextrem ansehen.

### 1990–2009
1991 stellte die Delegation der Olympia beim Burschentag in Eisenach einen Antrag, in dem es hieß: „Die Unterwanderung des deutschen Volkes durch Angehörige von fremden Völkern bedroht die biologische und kulturelle Substanz des deutschen Volkes (…) Das deutsche Volk ist vor Unterwanderung seines Volkskörpers durch Ausländer wirksam zu schützen.“
Das NS-Verbotsgesetz wird von Olympia-Mitgliedern seit Jahrzehnten kritisiert. 2000 forderte der Olympe Walter Asperl die damaligen Bundesminister mit burschenschaftlichem Hintergrund auf, etwas gegen das Verbotsgesetz zu tun. Martin Graf stellte das Verbotsgesetz ebenfalls 2000 in Frage. In einer Festschrift der Olympia von 1989 waren rechtliche Schritte im Zusammenhang mit der Auschwitzlüge als „Rückfall in eine längst überwunden geglaubte Zeit der geistigen Unfreiheit“ bewertet worden. 1993 hatten der damalige Sprecher und Schriftwart der Olympia dazu aufgerufen, Widerstand gegen den „Gesinnungsterror“ des NS-Verbotsgesetzes zu leisten.
In der jüngeren Vergangenheit lud die Olympia immer wieder Repräsentanten des Neonazi-Spektrums ein: bereits 1993 und im Juni 2000 den Liedermacher Frank Rennicke, im Jänner 2003 den Liedermacher Michael Müller, im November 2005 den Holocaust-Leugner David Irving und im Jänner 2008 den NPD-Funktionär und Liedermacher Jörg Hähnel.

### 2010–2019
Im Februar 2010 wurde der britisch-kanadische Rassentheoretiker John Philippe Rushton, dessen Buch Race, evolution, and behavior: A life history perspective aus dem Jahr 1995 im Jahr 2005 unter dem Titel Rasse, Evolution und Verhalten: Eine Theorie der Entwicklungsgeschichte im österreichischen Ares-Verlag erschien, von der Wiener akademischen Burschenschaft Olympia zu einem Vortrag eingeladen. Der Vortrag stand unter dem Thema „Rasse, Evolution und Verhalten“, richtete sich gegen eine „linke Utopia der ‚Gleichheit aller Menschen‘“ und führte zu einem erheblichen Medienecho sowie einer parlamentarischen Anfrage im österreichischen Parlament. 2018 stellte der damalige NPD-Europaabgeordnete Udo Voigt in einem Vortrag bei der Olympia sein neues Buch Einer für Deutschland: Als Europaabgeordneter in Straßburg und Brüssel vor. Der FPÖ-Politiker Harald Stefan verließ daraufhin die Burschenschaft.

### Seit 2020
Im September 2024 wurde bei der Beerdigung von Walter Sucher, einem Mitglied der Olympia und ehemaligen FPÖ Bezirksrat, nach Angaben des Standards auf seinen letzten Willen hin, in Anwesenheit von Mitgliedern der Olympia wie Martin Graf, Norbert Nemeth und dem ehemaligen Mitglied Harald Stefan das Lied Wenn alle untreu werden gesungen, welches auch das Treulied der SS war. Sucher war für seinen Geschichtsrevisionismus bekannt; so hielt er 2023 noch „als 89-Jähriger eine revisionistische Rede auf dem ‚Burschentag‘ in Eisenach“, bei welcher er formulierte, dass die „burschenschaftlichen Ziele“ aktuell blieben: „Die kleine Wiedervereinigung nach dem Mauerfall und die bleibende Trennung von den deutschen Ostgebieten verschafften dem Streben nach der vollständigen Einigkeit des Deutschen Volkes auch heute noch Relevanz“.
Diese Berichterstattung des Standard wird von den drei FPÖ-Abgeordneten als üble Nachrede aufgefasst, weswegen ein medienrechtliches Verfahren eingeleitet wurde. Konkret monieren sie, dass der Standard das Lied Wenn alle untreu werden im Bericht über das Begräbnis „als SS-Hymne bezeichnete und ihnen unterstellte, die Veranstaltung deshalb nicht verlassen zu haben.“

### Beteiligung von Olympen an Koalitionsverhandlungen der FPÖ
Im Herbst 2017 waren mit Harald Stefan und Norbert Nemeth zwei Mitglieder der Olympia als Nationalratsabgeordnete der FPÖ an den Koalitionsverhandlungen mit der ÖVP beteiligt. Auch im Frühjahr 2025 waren erneut zwei Olympen, nämlich Norbert Nemeth und Martin Graf, an den Koalitionsverhandlungen der FPÖ mit der ÖVP beteiligt.

## Bekannte Mitglieder
- Heinrich Albrecht (1866–1922), Bakteriologe und Pathologe
- Norbert Burger (1929–1992), Politiker (FPÖ, NDP)
- Franz Chvostek (1864–1944), Internist und Anhänger der Völkischen Bewegung
- Josef Eitzenberger (1905–1978), Fernlenk- und Radarspezialist
- Wilhelm Exner (1840–1931), Forstwissenschaftler, Vorsitzender des Österreichischen Gewerbevereins
- Hans Maria Fuchs (1874–1933), Arzt, Fossiliensammler und Heimatforscher
- Martin Graf (* 1960), Politiker (FPÖ), Abgeordneter im Nationalrat, ehemaliger dritter Nationalratspräsident
- Eugen Gura (1842–1906), Opernsänger
- Johann Ernst Hintz (1845–1920), siebenbürgischer Politiker, Abgeordneter im Ungarischen Reichstag
- Ferdinand Jäger (1871–1954), Sänger (Bariton) und Schauspieler
- Anton Jerzabek (1867–1939), Abgeordneter (CS) im Reichsrat, in der Provisorischen Nationalversammlung und im Nationalrat
- Helmuth Josseck (1921–2007), Politiker (FPÖ), Abgeordneter zum Nationalrat
- Dietbert Kowarik (* 1974), Politiker (FPÖ), Abgeordneter zum Wiener Landtag und Mitglied des Wiener Gemeinderats
- Walter Krauland (1912–1988), Gerichtsmediziner und Hochschullehrer
- Anton Robert Leinweber (1845–1921), Maler (1864 ausgeschlossen)
- Bernd Lindinger (* 1940), Chemiker und Politiker (FPÖ)
- Carl Malchin (1838–1923), Landschaftsmaler und Restaurator
- Alexander Markovics (* 1991), Gründer der rechtsextremen Identitären Bewegung Österreich[36]
- Ernst Marno (1844–1883), Afrikaforscher
- Franz Friedrich Masaidek (1840–1911), Schriftsteller und Journalist (Conkneipant)
- Heinrich Mataja (1877–1937), Politiker (CS), Staatssekretär und österreichischer Außenminister
- Norbert Nemeth (* 1969), Politiker (FPÖ), Klubdirektor des Parlamentsklubs[37]
- Karl Patonay (1838–1895), Schauspieler
- Rainer Pawkowicz (1944–1998), österreichischer Politiker (FPÖ), Abgeordneter zum Nationalrat (ausgetreten)
- Richard Rezar (1922–2000), österreichischer Politiker (FPÖ)
- Johann Georg von Schoen (1838–1914), Bauingenieur und Hochschullehrer
- Hermann Schürrer (1928–1986), Schriftsteller (1954 ausgetreten)
- Martin Sellner (* 1989), Co-Leiter der rechtsextremen Identitären Bewegung Österreich (ausgetreten)[38]
- Harald Stefan (* 1965), Politiker (FPÖ), Abgeordneter zum österreichischen Nationalrat (2018 ausgetreten)[39]
- Artur Stölzel (1868–1933), Salzburger Landeshauptmann-Stellvertreter, Reichsratsabgeordneter
- Karl Tackert (1837–1929), Bürgermeister von Schwerin
- Alfred Wansch (* 1960), Jurist und Politiker (FPÖ)
- Walther Weißmann (1914–2002), österreichischer Politiker (ÖVP), Abgeordneter zum Österreichischen Nationalrat
- Rudolf Weyr (1847–1914), Bildhauer